# Grace Sherwood
Pour les articles homonymes, voir Sherwood.
Grace Sherwood (1660-1740), désignée comme la Witch of Pungo (en français : « sorcière de Pungo »), est une agricultrice, guérisseuse et sage-femme virginienne. Elle est la dernière personne connue à avoir été reconnue coupable de sorcellerie en Virginie.
Sherwood a été accusée par ses voisins de se transformer en chat, d’endommager les récoltes et de causer la mort du bétail. Elle a été accusée de sorcellerie à plusieurs reprises ; lors de son procès en 1706, elle est accusée d'avoir ensorcelé sa voisine, Elizabeth Hill, lui provoquant une fausse couche. Le tribunal ordonne que sa culpabilité soit déterminée en la plongeant dans l'eau. Si elle coule, elle est innocente ; si elle ne coule pas, elle est coupable. Sherwood flotte à la surface et est emprisonnée plusieurs années avant d'être libérée.
Sherwood vivait à Pungo, dans le comté de Princess Anne (aujourd'hui une partie de Virginia Beach), et s’est mariée avec James Sherwood, un planteur, en 1680. Le couple a eu trois fils : John, James et Richard. Elle reçoit ses premières accusations en 1697 : elle est accusée d’avoir entraîné la mort d’un taureau en lui jetant un sort, mais l'affaire est résolue par un accord entre les deux parties. L’année suivante, elle est accusée de sorcellerie par deux voisins : elle aurait ensorcelé les porcs et le coton de l’un d’eux. Sherwood engage des poursuites pour diffamation après chaque accusation, mais elles sont infructueuses et le couple doit payer les frais de justice. En 1706, alors veuve, elle est reconnue coupable de sorcellerie et incarcérée. Libérée de prison en 1714, elle récupère sa propriété du comté de Princess Anne. Elle ne se remarie pas et vit dans sa ferme jusqu'à sa mort en 1740 à l'âge d'environ 80 ans.
Le 10 juillet 2006, le 300e anniversaire de la condamnation de Sherwood, le gouverneur Tim Kaine lui accorde une grâce informelle pour « rétablir [sa] bonne réputation », reconnaissant qu’elle a été condamnée à tort. Une statue la représentant est érigée sur Independence Boulevard à Virginia Beach, près du site du palais de justice colonial où elle a été jugée. Sa figure est sculptée aux côtés d'un raton laveur, représentant son amour des animaux, et portant un panier contenant de l’ail et du romarin, en reconnaissance de ses connaissances en phytothérapie.

## Jeunesse et vie privée
Grace White naît en 1660 en Virginie, probablement à Pungo,,, de John et Susan White. John White est un charpentier et fermier d'origine écossaise ; il n'est pas certain qu'il soit né en Amérique. Susan White est anglaise de naissance,,.
En avril 1680, Grace White épouse un propriétaire respecté d'une petite ferme, James Sherwood, dans l'église paroissiale de Lynnhaven,. Le couple a trois fils : John, James et Richard. John White donne aux Sherwood 50 acres (20,2 ha) de terre lors du mariage et leur laissera le reste de sa ferme de 145 acres (58,7 ha) à sa mort. La famille Sherwood est pauvre et vit dans une région où les habitants ont peu ou pas de terre,,. Grace Sherwood est agricultrice et cultive ses propres herbes, qu'elle utilise pour guérir les personnes et les animaux. Elle exerce également comme sage-femme. Quand James Sherwood meurt en 1701, Grace hérite de sa propriété,. Elle ne se remarie pas.
Aucun dessin ou peinture de Sherwood n’existe, mais les récits contemporains la décrivent comme grande et attrayante, et possédant un sens de l’humour. Sherwood porte un pantalon au lieu d'une robe lorsqu'elle travaille dans sa ferme, une pratique inhabituelle pour l’époque, tout comme la culture des herbes. L’historienne Belinda Nash, qui a écrit une biographie de Sherwood, suggère que les voisins de celle-ci pourraient en avoir été jaloux et avoir raconté des histoires de sorcellerie pour l’éloigner de sa propriété et s’en emparer,. Sherwood a été partie dans au moins une douzaine de poursuites, soit parce qu’elle était accusée de sorcellerie, soit parce qu’elle-même poursuivait ses accusateurs pour calomnie.

## Contexte de la sorcellerie en Virginie

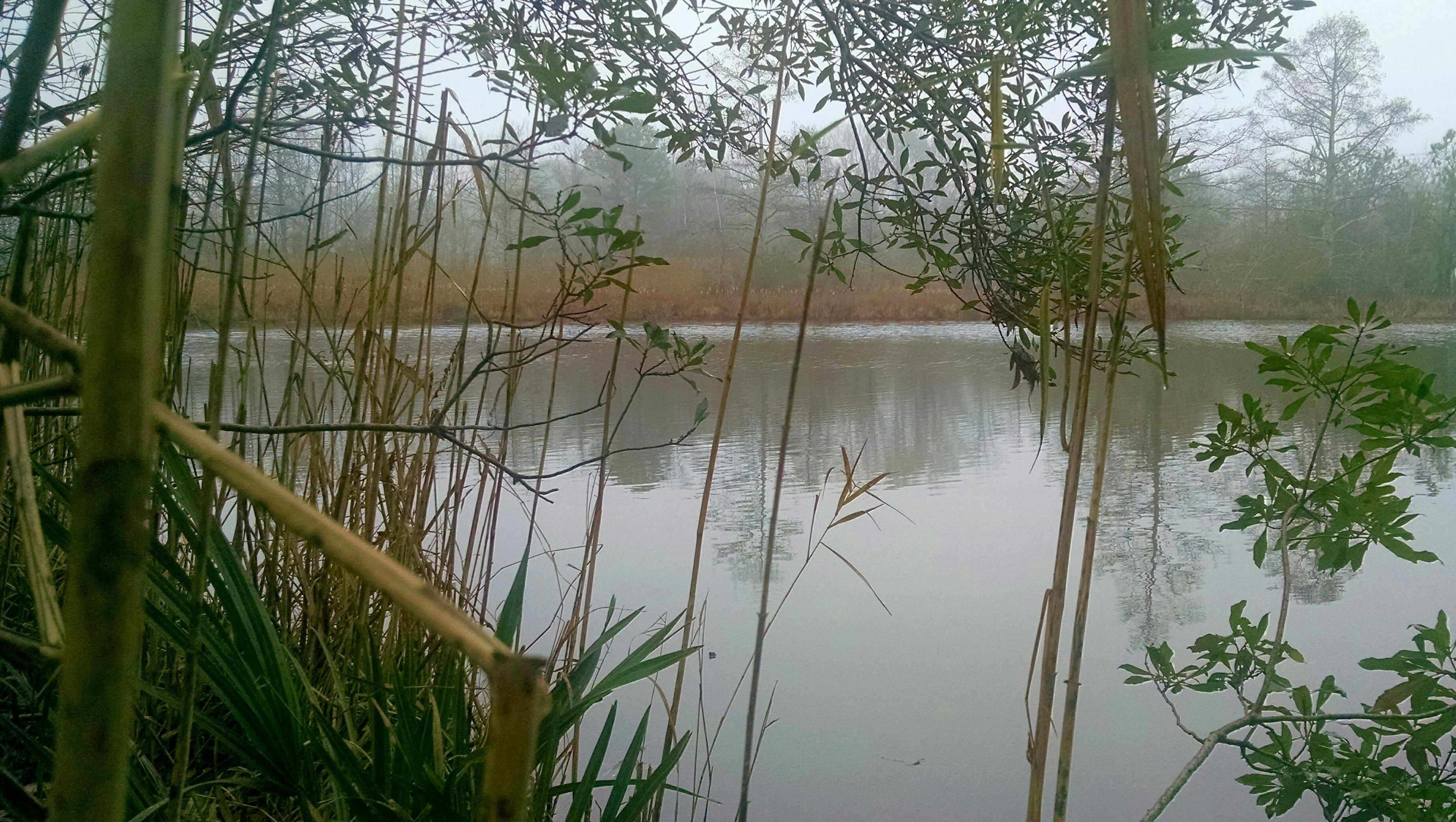
Asheville Bridge Creek, connu sous le nom de Muddy Creek lorsque Grace Sherwood vivait sur ses rives.

L'existence de sorcières et de forces démoniaques était considérée comme réelle par les colons américains — la sorcellerie était considérée comme l'œuvre du diable,,. Les colons croyaient que les sorcières pouvaient être identifiées par leur comportement étrange. En 1626, dix-neuf ans après la fondation de la colonie de Jamestown, un grand jury se réunit en Virginie pour examiner si Goodwife Joan Wright était une sorcière — elle avait supposément prédit la mort de trois femmes et avait provoqué une maladie pour se venger de ne pas avoir été embauchée comme sage-femme. Aucune trace écrite de l'issue du jugement n'existe. La Virginie ne connaît pas d'événements d'hystérie collective comme les procès de sorcières de Salem dans le Massachusetts en 1692-1693, lors desquels 19 personnes sont exécutées pour des allégations de sorcellerie, quelques années avant les premières accusations contre Sherwood. L’influence ecclésiastique dans la salle d'audience est beaucoup moins importante en Virginie — où le clergé participe rarement aux procès de sorcellerie — qu'en Nouvelle-Angleterre — où il y participe activement. À l’époque, les craintes de sorcellerie en Virginie sont plus enracinées dans le folklore qu’issues de croyances religieuses, bien que les deux se mélangent souvent. En Nouvelle-Angleterre, la présence de puritains installés dans les villes contribue aux accusations de sorcellerie. Il y a peu de villes similaires en Virginie, où la population vit principalement dans des fermes et des plantations, dispersées sur une grande superficie et reliées par le transport maritime.
Les dirigeants laïcs et religieux de la Virginie sont alors plus intéressés par la poursuite d’infractions telles que les commérages, la calomnie et la fornication, les considérant comme des menaces à la stabilité sociale. Ils souhaitent éviter les poursuites pour sorcellerie, qui divisent la population. Les tribunaux de la Virginie hésitent à entendre les accusations de sorcellerie et sont encore plus réticents à condamner pour ce motif. Contrairement aux procès de Salem, lors desquels les accusés devaient prouver leur innocence, dans les tribunaux de la Virginie la charge de la preuve revient à l’accusation. De plus, les tribunaux de la Virginie rejettent généralement les éléments de preuve qui auraient été obtenus par des moyens surnaturels, alors que les tribunaux de la Nouvelle-Angleterre sont alors connus pour condamner uniquement sur la base de ceux-ci. Le droit de la Virginie exige une preuve de culpabilité par la recherche des marques de sorcière ou par le siège à plongeon. Les magistrats rejettent les cas non fondés de sorcellerie et permettent de poursuivre les accusateurs pour diffamation,,. Frances Pollard, de la Virginia Historical Society, affirme qu’« Il était assez clair qu’au début la Virginie essayait de décourager ces accusations de sorcellerie parce qu'elles étaient gênantes »,. La partie sud-est de la Virginie, autour des villes actuelles de Norfolk et Virginia Beach (dans laquelle se trouve Pungo), a connu plus d’accusations de sorcellerie que d'autres régions. Selon Leslie M. Newman, cela a peut-être été dû à la pauvreté locale car il n'y avait pas d'élite culturelle pour empêcher de telles poursuites.
Peu de documents de la Virginie de cette époque ont survécu. 19 des cas connus d’accusations de sorcellerie au cours du xviie siècle se soldent tous sauf un par un acquittement,,. La seule condamnation est le cas en 1656 d'un homme reconnu coupable de sorcellerie et condamné à 10 coups et au bannissement du comté,,. Il n'y a pas d'exécutions pour sorcellerie en Virginie. Néanmoins, en 1736, les juges de paix de la Virginie se font rappeler que la sorcellerie est toujours un crime et que les primo-contrevenants peuvent s'attendre à être mis au pilori et risquent jusqu’à un an de prison. Le dernier procès de sorcellerie de Virginie a lieu en 1802 dans le comté de Brooke (aujourd’hui en Virginie-Occidentale), lors duquel un couple accuse une femme d’être une sorcière. Cette accusation est jugée diffamatoire par le tribunal.
Le procès utilisant l’immersion de l’accusé dans l’eau pour voir s’il flotte semble n'avoir été utilisé qu'une seule fois en Virginie, pour Sherwood,. On croyait alors que, comme l'eau est considérée comme pure, elle rejetterait les sorcières, les faisant flotter, alors que les innocents couleraient.

## Accusations contre Sherwood

### Accusations de sorcellerie initiales
La première accusation contre Sherwood est portée au tribunal au début de 1697. Richard Capps allègue qu'elle a utilisé un sort pour causer la mort de son taureau. Le tribunal ne rend aucune décision, et les Sherwood déposent une accusation en diffamation contre Capps, qui est résolue par un accord entre les deux parties. En 1698, Sherwood est accusée par son voisin John Gisburne d’ensorceler ses porcs et sa récolte de coton. Cette accusation ne fait l’objet d’aucune action en justice, et une autre poursuite pour diffamation échoue. La même année, Elizabeth Barnes affirme que Sherwood a pris la forme d'un chat noir, est entrée dans la maison de Barnes, a sauté par-dessus son lit, l'a fouettée et est partie par le trou de la serrure. Ici encore, l’allégation n’est pas suivie d’une condamnation, et l’action en diffamation qui suit est rejetée. Pour chacune des actions rejetées, Sherwood et son mari doivent payer les frais judiciaires,,,.
Dans un article sur la sorcellerie en Virginie, Richard Beale Davis écrit qu’à ce moment-là, « le comté de Princess Anne s'était manifestement fatigué de Mme Sherwood, vue comme une nuisance générale »,. En 1705, Sherwood est impliquée dans une bagarre avec sa voisine, Elizabeth Hill. Sherwood poursuit Hill et son mari pour voies de fait et coups et blessures, et le 7 décembre 1705 elle reçoit des dommages-intérêts de vingt shillings (une livre sterling),.

### Procès

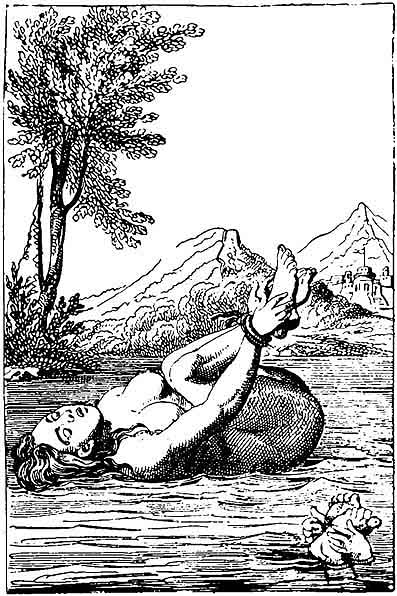
Gravure du XVIIe siècle montrant une ordalie par l'eau semblable à celle utilisée pour Sherwood.

Le 3 janvier 1706, les Hills accusent Grace Sherwood de sorcellerie. Celle-ci ne répond pas à l'accusation devant le tribunal et, le 7 février 1706, ce dernier lui ordonne de comparaître pour avoir ensorcelé Elizabeth Hill, provocant une fausse couche,. En mars 1706, les juges du comté de Princess Anne tentent de former deux jurys, tous deux composés de femmes. Le premier reçoit l'ordre de fouiller la maison de Sherwood à la recherche de figurines en cire ou cuites au four qui pourraient indiquer qu'elle est une sorcière. Le second reçoit l'ordre de l’examiner pour rechercher des traces de « succion par le démon »,,. Dans les deux cas, la réticence des habitants complique la formation d'un jury, et les deux jurys refusent d’effectuer les recherches,. Le 7 mars 1706, Sherwood est examinée par un jury de 12 « femmes âgées et savantes » nommées pour rechercher des marques sur son corps qui pourraient être le fait du diable. Elles découvrent deux « marques qui ne ressemblent pas aux leurs ou à celles de toute autre femme »,. La contremaîtresse de ce jury est Elizabeth Barnes, qui a précédemment accusé Sherwood de sorcellerie.
Ni les autorités coloniales de Williamsburg ni le tribunal local du comté de Princess Anne ne sont disposés à déclarer que Sherwood est une sorcière. Les autorités de Williamsburg estiment que l'accusation est trop vague et, le 16 avril, ordonnent au tribunal local d’examiner l'affaire plus en détail. Pour chacune des comparutions devant le tribunal, Sherwood doit parcourir 26 km de sa ferme à Pungo jusqu'au lieu où siège la cour,.

### Test de culpabilité par immersion
Le 2 mai 1706, les juges du comté notent que, si aucun acte de maleficium n'a été allégué contre Sherwood, il existe « une forte suspicion » à son encontre. Par conséquent, le shérif du comté de Princess Anne met Sherwood en garde à vue, bien que celle-ci puisse donner une caution pour sa bonne apparence et son bon comportement. Le procureur du procès de Sherwood est Maximilian Boush, un marguillier de l'église paroissiale de Lynnhaven. Le 5 juillet 1706, les juges ordonnent qu'un test de culpabilité par immersion ait lieu avec le consentement de Sherwood. Cependant, de fortes pluies provoquent un report au 10 juillet, car les jugent craignent que le temps humide ne nuise à sa santé. Sherwood est emmenée à l’intérieur de l'église paroissiale de Lynnhaven, placée sur un tabouret et ordonnée de demander pardon pour sa sorcellerie. Elle répond : « je ne suis pas une sorcière, je suis une guérisseuse »,.

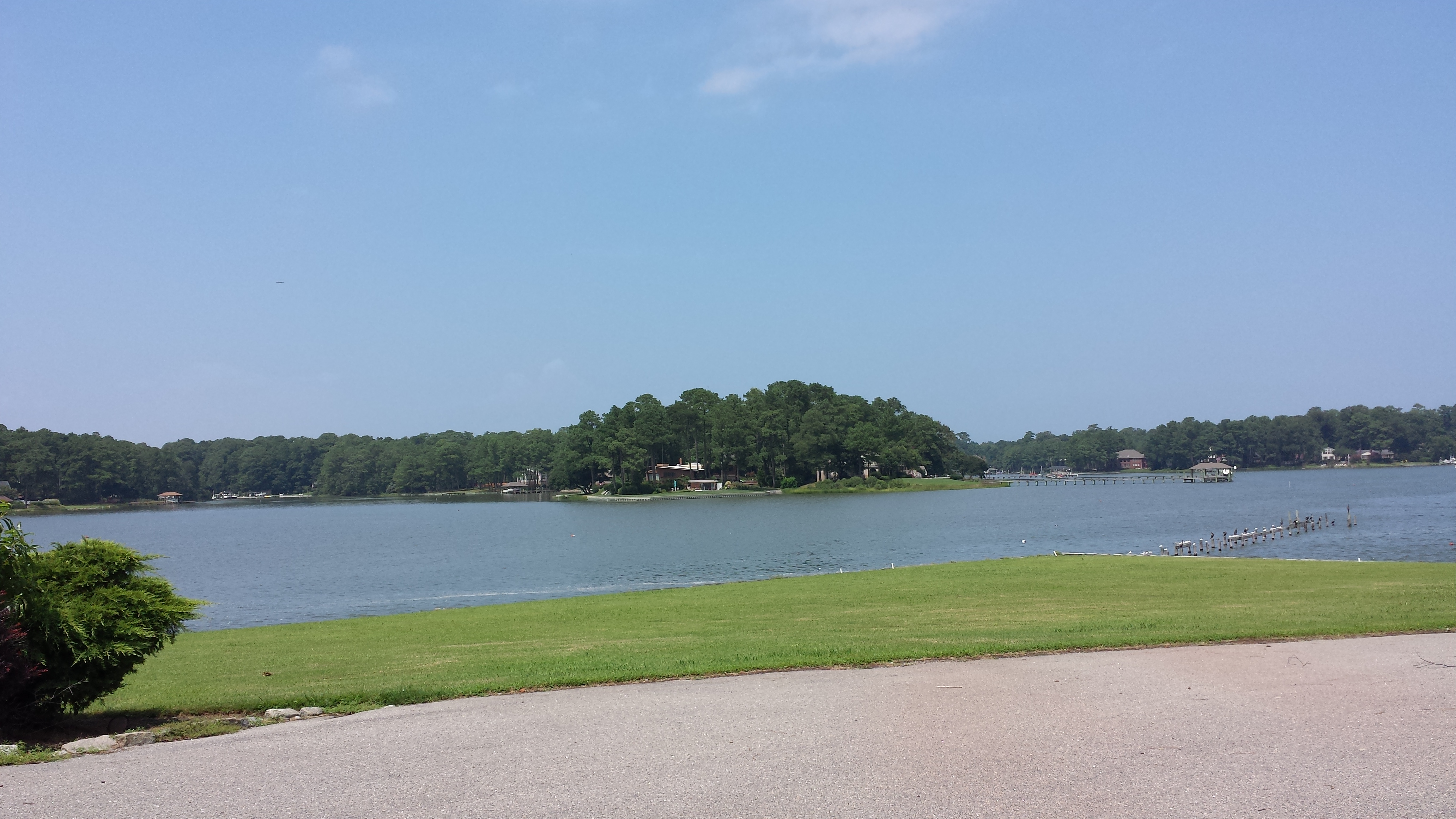
Witch Duck Bay, où Grace Sherwood a été plongée dans l’eau.

À environ 10 h le 10 juillet 1706, Sherwood est transportée sur une voie de terre — maintenant connue sous le nom de route de Witchduck, — jusqu’à une plantation près de l'embouchure de la rivière Lynnhaven,. La nouvelle se répand et l'événement attire des gens de toute la colonie, qui crient « Plongez la sorcière ! »,. Selon les principes du procès par immersion dans l'eau, si Sherwood flottait, elle serait coupable de sorcellerie ; si elle coulait, elle serait innocente. La noyade de Sherwood n’est pas envisagée ; le tribunal avait ordonné que l'on prenne soin de préserver sa vie.
Cinq femmes de l'église paroissiale de Lynnhaven examinent le corps nu de Sherwood sur le rivage à la recherche de tout outil dont elle pourrait se servir pour se libérer, puis la recouvrent d'un sac. Six des juges qui ont ordonné l'immersion rament dans un bateau à 180 m dans la rivière,. Le shérif, le magistrat et Sherwood restent dans un autre bateau. Juste avant qu'elle ne soit poussée hors du bateau, Sherwood déclare : « Avant que ce jour ne soit passé, vous connaîtrez tous une pire immersion que moi »,. Liée à travers le corps — son pouce droit à son gros orteil gauche et son pouce gauche à son gros orteil droit — elle est jetée dans la rivière, et flotte rapidement à la surface. Le shérif attache ensuite une Bible de 5,9 kg à son cou. Cette opération la fait couler, mais Sherwood se détache et revient à la surface, convaincant de nombreux spectateurs qu'elle est une sorcière. Après que Sherwood est retirée de l'eau, une averse s’abat et trempe les spectateurs,. Plusieurs femmes qui l’examinent par la suite pour une preuve supplémentaire trouvent « deux choses d’une [couleur] noire comme des tétons sur ses parties intimes ». Elle est ensuite emprisonnée dans l'attente d'un procès.

### Conséquences
Ce qui arrive à Sherwood après son ordalie n'est pas clair, car de nombreux dossiers judiciaires ont été perdus,,. Elle est incarcérée pour une durée inconnue dans la prison à côté de l'église paroissiale de Lynnhaven, peut-être sept ans et neuf mois. Elle est détenue en attente d’un « futur procès », mais aucun dossier d’un autre procès n'existe ; il est donc possible que l'accusation ait été rejetée à un moment donné. Le 1er septembre 1708, elle est contrainte de payer 270 kg de tabac à Christopher Cocke pour une raison non indiquée dans les archives, mais il n'y a aucune mention du paiement. Elle semble avoir été libérée en 1714 ou peu avant, car cette année-là elle a payé les impôts sur sa propriété de 59 hectares, que le lieutenant-gouverneur de Virginie Alexander Spotswood l’avait aidée à récupérer du comté de Princess Anne,,. Elle vit le reste de sa vie tranquillement jusqu'à sa mort en 1740, âgée d'environ 80 ans,,. Il est probable qu’elle soit morte en août ou septembre 1740. Son testament est reconnu le 1er octobre 1740 ; il la mentionne comme étant veuve. Elle laisse cinq shillings chacun à ses fils James et Richard et tout le reste à son fils aîné John.
Une légende affirme que les fils de Grace Sherwood ont ensuite mis son corps près de la cheminée et qu’un vent est alors descendu de celle-ci. Son corps aurait alors disparu au milieu des braises, le seul indice étant une empreinte de sabot fendue. Sherwood est enterrée dans une tombe non marquée sous des arbres dans un champ près de l'intersection de Pungo Ferry Road et de Princess Anne Road à Virginia Beach. Des histoires au sujet du diable prenant son corps, des tempêtes non naturelles et des chats noirs qui traînent apparaissent rapidement après sa mort, et les hommes locaux tuent tous les félins qu’ils peuvent trouver. Ce massacre de chats généralisé pourrait être à l’origine de l’infestation de souris et de rats enregistrée dans le comté de Princess Anne en 1743. Sa maison tient pendant plus de 200 ans. Après avoir été brûlée à plusieurs reprises au xxe siècle par des vandales, il ne restait en 2002 que les cheminées en briques, qui sont rasées en novembre 2002. Il ne reste que quelques briques et une partie des fondations, envahies par la végétation. La propriété appartient depuis au gouvernement fédéral dans le cadre du Back Bay National Wildlife Refuge.

## Postérité

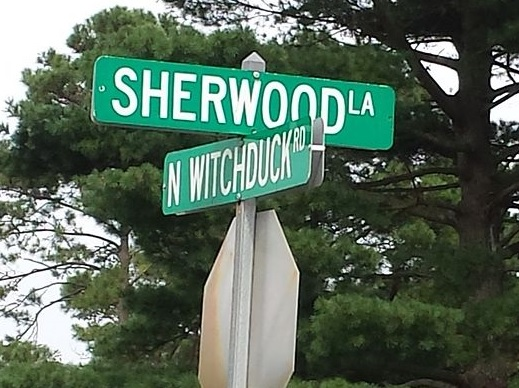
Plaque de rue à Virginia Beach.

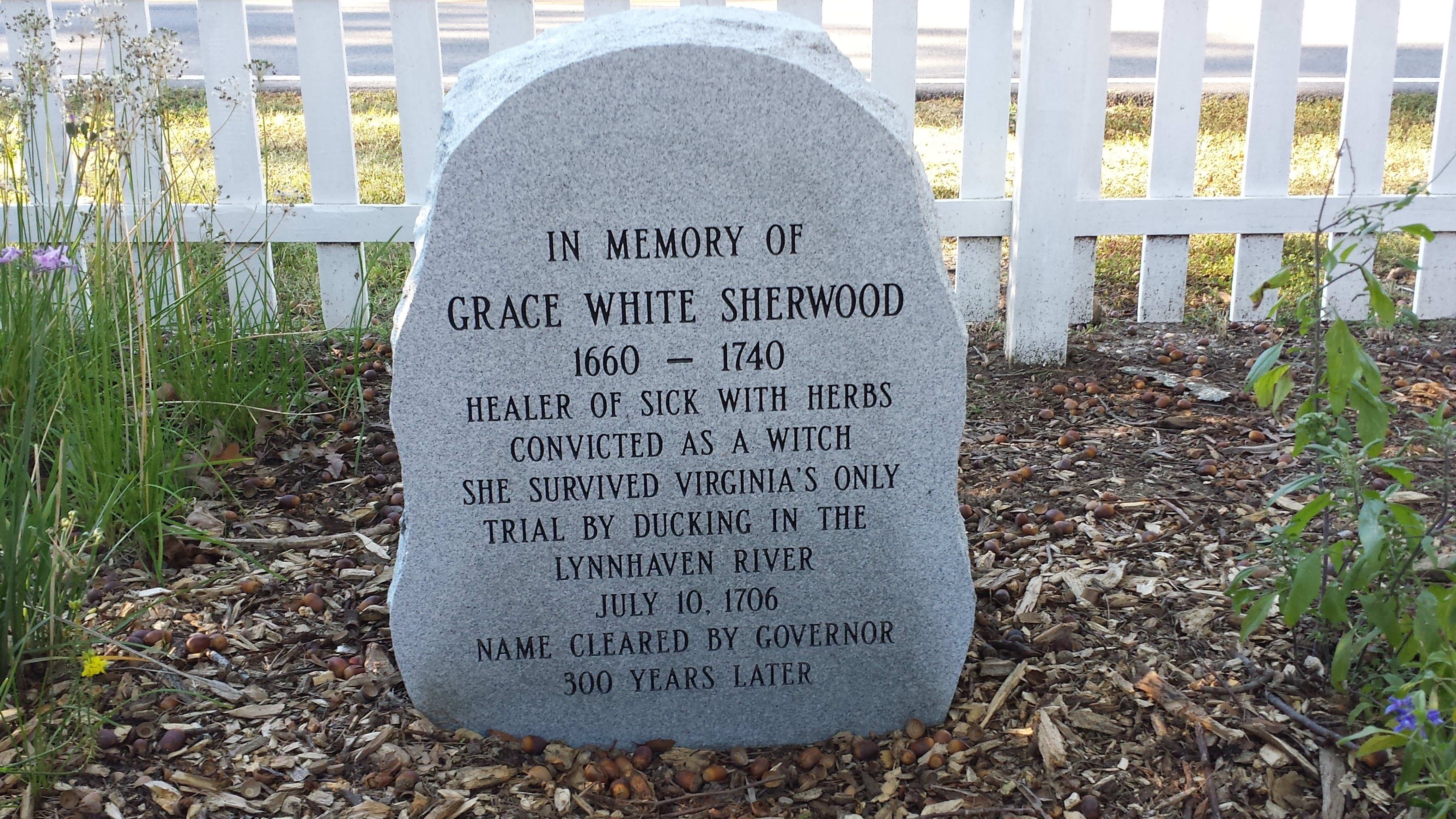
Plaque commémorative pour Sherwood.

Le cas de Grace Sherwood reste peu connu jusqu'à ce que l'historienne et autrice Louisa Venable Kyle écrive un livre pour enfants à son sujet en 1973. Intitulé The Witch of Pungo (« La Sorcière de Pungo »), il s'agit d'une collection de sept contes populaires locaux écrits comme une fiction bien que basés sur des événements historiques,. L’histoire de Sherwood a également fait l’objet d’une adaptation filmographique avec Cry Witch.
Une statue du sculpteur californien Robert Cunningham représentant Sherwood avec un raton laveur et un panier d’ail et de romarin est dévoilée le 21 avril 2007, sur le site de l'actuel hôpital de Sentara Bayside, à proximité des sites du palais de justice colonial et du lieu où Sherwood a été plongée dans l’eau,. Le raton laveur représente l'amour de Sherwood pour les animaux et l’ail et le romarin sa connaissance de la guérison à base de plantes. Une plaque du département des ressources historiques de Virginie (K-276) est érigé en 2002, à environ 23 mètres de la statue de Sherwood. Le lieu de son test de flottaison et le terrain adjacent sont nommés Witch Duck Bay et Witch Duck Point. Une partie de la route d'État 190 à Virginia Beach est nommée « Witchduck Road. D'autres lieux sont nommés en sa mémoire à Virginia Beach, comme Sherwood Lane et Witch Point Trail,. En 2014, une plaque commémorative est placée sur une pelouse de l'ancienne église paroissiale de Sherwood, à Virginia Beach. Une légende locale de la ville affirme que tout le romarin qui y pousse provient d'une seule plante que Sherwood a rapporté d’Angleterre dans une coquille d’œuf.
Belinda Nash, en plus d'écrire une biographie de Sherwood, s’est battue pour obtenir son pardon. Le 10 juillet 2006, pour le 300e anniversaire de sa condamnation, le gouverneur Tim Kaine accorde un pardon informel pour « rétablir officiellement la bonne réputation de Grace Sherwood »,,. Des reconstitutions annuelles de l’immersion de Sherwood ont lieu depuis 2006. Personne n'est réellement plongé dans l’eau lors de ces événements, qui se déroulent non loin du lieu d’origine,. Selon les habitants locaux, une lumière mobile étrange, dite être l’esprit agité de Sherwood, apparaît toujours chaque juillet au-dessus de l'endroit dans la baie où Sherwood a été jetée dans l'eau.